# 776 f.Kr.
| 776 f.Kr.          |
| ------------------ |
| Dødsfald - Fødsler |
|                    |

## Begivenheder
- Første kendte Olympiske lege i Grækenland ifølge gammel tradition. Moderne fund viser dog, at legene er endnu ældre.

## Sport
- Første kendte Olympiske lege i Grækenland.